# Відеографія Pearl Jam
Відеографія американського рок-гурту Pearl Jam складається з семи відеоальбомів та понад 20 відеокліпів, виданих з 1991 року.

## Відеоальбоми

### Місця в чартах
| 1998                                                                                           | Single Video Theory | 2 |
| 2001                                                                                           | Touring Band 2000   | 1 |
| 2003                                                                                           | Live at the Showbox | — |
| 2003                                                                                           | Live at the Garden  | 2 |
| 2007                                                                                           | Immagine in Cornice | 1 |
| 2011                                                                                           | Pearl Jam Twenty    | 1 |
| 2017                                                                                           | Let's Play Two      | — |
| «—» ставиться, якщо альбом не потрапив до в чарту; 1 — альбоми, що потрапили на вершину чарту. |                     |   |

### Сертифікації
| 1998                                                                            | Single Video Theory | Платиновий | Платиновий |            |         |         |
| 2001                                                                            | Touring Band 2000   | Платиновий |            | 3 ×        | Золотий |         |
| 2003                                                                            | Live at the Garden  | 3 ×        | 2 ×        | 4 ×        | Золотий |         |
| 2007                                                                            | Immagine in Cornice | Золотий    |            | Золотий    |         |         |
| 2011                                                                            | Pearl Jam Twenty    | Платиновий |            | Платиновий |         | Золотий |
| — срібний диск; — золотий диск; — платиновий диск; 3 × — мультиплатиновий диск. |                     |            |            |            |         |         |

## Музичні відео
| Рік  | Пісня                                  | Режисер                                                                                          |               |
| ---- | -------------------------------------- | ------------------------------------------------------------------------------------------------ | ------------- |
| 1991 | «Alive»                                | Джош Тафт                                                                                        | [ 6 ]         |
| 1991 | «Even Flow» (альтернативна версія)[I]  | Рокі Шенк                                                                                        | [ 7 ]         |
| 1992 | «Even Flow»                            | Джош Тафт                                                                                        | [ 6 ]         |
| 1992 | «Jeremy» (альтернативна версія)[I]     | Кріс Каффаро                                                                                     | [ 7 ]         |
| 1992 | «Jeremy»                               | Марк Пелінгтон                                                                                   | [ 6 ]         |
| 1992 | «Oceans»                               | Джош Тафт                                                                                        | [ 8 ]         |
| 1998 | «Do the Evolution»                     | Тодд Макферлейн, Кевін Алтієрі                                                                   | [ 9 ]         |
| 2002 | «I Am Mine» (Live)                     | Джеймс Фрост п'ять промовідео до альбому Riot Act записано наживо в сіетльському клубі Chop Suey | [ 10 ] [ 11 ] |
| 2002 | «Save You» (Live)                      | Джеймс Фрост п'ять промовідео до альбому Riot Act записано наживо в сіетльському клубі Chop Suey | [ 10 ] [ 11 ] |
| 2002 | «Love Boat Captain» (Live)             | Джеймс Фрост п'ять промовідео до альбому Riot Act записано наживо в сіетльському клубі Chop Suey | [ 10 ] [ 11 ] |
| 2002 | «Thumbing My Way» (Live)               | Джеймс Фрост п'ять промовідео до альбому Riot Act записано наживо в сіетльському клубі Chop Suey | [ 10 ] [ 11 ] |
| 2002 | «½ Full» (Live)                        | Джеймс Фрост п'ять промовідео до альбому Riot Act записано наживо в сіетльському клубі Chop Suey | [ 10 ] [ 11 ] |
| 2006 | «World Wide Suicide»                   | Денні Клінч                                                                                      | [ 12 ]        |
| 2006 | «Life Wasted»                          | Фернандо Аподака                                                                                 | [ 13 ]        |
| 2009 | «The Fixer» (Live)                     | Кемерон Кроу                                                                                     | [ 14 ]        |
| 2009 | «Just Breathe» (Live)                  | Гері Менотті                                                                                     | [ 15 ]        |
| 2010 | «Amongst the Waves» (Live)             | Раян Томас, Брендан Кенті                                                                        | [ 16 ]        |
| 2013 | «Mind Your Manners»                    | Денні Клінч                                                                                      | [ 17 ]        |
| 2013 | «Sirens»                               | Денні Клінч                                                                                      | [ 18 ]        |
| 2020 | «Dance of the Clairvoyants (Mach I)»   | Джоел Едвардс                                                                                    | [ 19 ]        |
| 2020 | «Dance of the Clairvoyants (Mach II)»  | Раян Корі                                                                                        | [ 20 ]        |
| 2020 | «Dance of the Clairvoyants (Mach III)» | Раян Корі                                                                                        | [ 21 ]        |
| 2020 | «Superblood Wolfmoon»                  | Кіт Росс                                                                                         | [ 22 ]        |
| 2020 | «Retrograde»                           | Джош Вейклі                                                                                      | [ 23 ]        |
| 2022 | «Quick Escape»                         | Семюел Баєр                                                                                      | [ 24 ]        |

- I↑  — не опубліковано.